# Bretó
Bretó là một đô thị trong tỉnh Zamora, Castile và León, Tây Ban Nha. Theo điều tra dân số năm 2004 (INE), đô thị này có dân số là 236 người.